# Norheimsund
Norheimsund is een Noorse stad in de gemeente Kvam in Vestland met 2346 inwoners (2024).
De waterval Steinsdalsfossen ligt in Norheimsund. De gemeente ligt aan de Hardangerfjord.